# ヴィルヌーヴ＝レザヴィニョンのピエタ
『ヴィルヌーヴ=レザヴィニョンのピエタ』（仏: Pietà de Villeneuve-lès-Avignon）は、中世後期の傑出した芸術作品の一つと見なされている15世紀半ばの油彩画である。 1904年に特別展に出品された後、その作者について議論があったが、これまでアンゲラン・カルトンの作品として認められている。現在、ルーヴル美術館に所蔵されている。
死せるキリストが嘆き悲しむ母、聖母マリアに支えられているピエタは、中世後期の宗教芸術の共通の主題であるが、本作は最も印象的な描写の一つとなっており、「おそらく15世紀にフランスで制作された最高傑作」（エドワード・ルーシー・スミス）である。作品の抑制された表現のために、しばしば悲嘆とトラウマのあからさまな表現によって特色づけられる同主題の以前の扱いとは異なっている。構図は安定しており、聖母の手はキリストの身体に取りつくのではなく、祈りのために合わせられている。キリストの身体の湾曲した背中の形は非常に独創的であり、他の人物の尊厳のある、しっかりとした不動性の表現は、イタリアやネーデルラント美術とは大きく異っている。絵画の様式は当時としては独特である。人物群の配置はやや中世的であるように見えるが、その着想は幅広さと繊細さの両方を示している。繊細さは、肖像の緻密さと、キリストの頭部に置かれた洗礼者ヨハネの手の優雅なジェスチャーにおいて特に明らかである。
木々のない背景の風景は、エルサレムの建物に遮られている地平線に向かっているが、空の代わりに文字が刻まれた光輪、境界線、碑文がついた金地がある。ネーデルラントの写実主義で描かれた聖職者の寄進者は、左にひざまずいている。絵画は、アヴィニョンからローヌ川を隔てたヴィルヌーヴ=レザヴィニョンに由来し、『ヴィルヌーヴのピエタ』としても知られている。左の背景に描かれている建物は、架空のイスタンブールとハギア・ソフィア教会の表現であると考えられる。イスタンブールは、1453年にオスマン帝国に陥落した。絵画の推定制作年の数年前であり、本作の主要な主題である「ピエタ」は、キリスト教世界の東部が陥落したことへの悲嘆と解釈することができる。
カルトンへの帰属が広く受け入れられる以前、一部の美術史家は、この作品はカタルーニャまたはポルトガルの巨匠によるものではないかと考えていた。美術史家のローレンス・ゴーイングによれば、本作は、「リスボンとメッシーナの間の沿岸の、あらゆる派の主要画家の作ではないかと論争の的となった」。1447年までには、アヴィニョンで働いていたことが知られているカルトンは、1450年代初頭に本作と比較可能な二点の作品を描いている。

ゴーイングによれば、
絵画に見られる苦痛は、稀有な抑制で表現されている。夢幻的に引き伸ばされた、この身体の悲劇に匹敵する、より明瞭な表現は存在しない。我々は、単純な悲しみの前にたたずんでいる。何もない空を背景に、中世の終末に描かれた灰色がかった金色の場面は、言葉に尽くせないほど壮大に見えるのである。